# Alf Jørgensen
 Der er flere personer med dette navn, se Alfred Jørgensen.
Hans Alfred Jørgen Jørgensen, kendt som Alf Jørgensen (14. oktober 1878 i Odense – 29. april 1923 på Sct. Hans Hospital) var en dansk arkitekt.
Han var søn af murermester Jørgen Rasmus Jørgensen og Caroline Bolette Bonnesen, blev murersvend 1897 og tog året efter afgang fra Odense Tekniske Skole. Han kom på Kunstakademiet, hvorfra han tog afgang som arkitekt i 1909. Han var medarbejder hos Gotfred Tvede som konduktør ved opførelsen af Gustavskirken i 1911 og drev egen tegnestue fra 1912 til sin død. Tegnestuen blev videreført af Elliot Hjuler.
Alf Jørgensen modtog K.A. Larssens Legat 1907-08 og Akademiets stipendium 1910. Han var på studierejse til Tyskland under ledelse af Ferdinand Meldahl 1905 og i 1910 på egen rejse i Tyskland, Tjekkoslovakiet, Østrig, Ungarn og Italien. 
Han er især kendt for en række vandtårne, hvoraf dog det væsentligste (i Maribo) er revet ned. Det var formentlig det første vandtårn af jernbeton i Danmark. Hans vandtårn i Nysted blev fredet 2003. Han byggede en række villaer i nationalromantisk stil, som blev rost for fantasifuld udførelse og fint håndværk. Hans huse i Søborg er påvirket af K.T. Seest og Bedre Byggeskik. Derudover huskes Alf Jørgensen primært for sine fornemme arkitekturhistoriske opmålinger, hvor opmålingen af Reformert Kirke i København er den bedst kendte. 
Han ægtede 2. november 1912 i Odense Anna Augusta Basse (født 11. maj 1885 i København -), datter af xylograf Herman Ludvig Basse og Margrethe Thomasdatter. 
Han er begravet på Vestre Kirkegård.

## Værker
- Vandtårn i Maribo (1907, nedrevet 1968)
- Det gamle vandtårn, Struer (1908)
- Nykøbing Vandtårn (1908 med Einar Ambt)
- Nysted Vandtårn, Nysted (1912-13, fredet 2003)
- Vordingborg Kaserne (1912-13, sammen med Henning Hansen)
- Søborg Kirke (1913-14)
- Villa, Skovvej 5, Gentofte (1913, præmieret af Gentofte Kommune)
- Villa, Baunegårdsvej 80, Gentofte (1914, ligeledes præmieret)
- Montebello ved Helsingør (1916-19)
- Restaurering af Boltens Gård, Gothersgade, København (1921)
- Flere enfamiliehuse, bl.a. i Søborg

Konkurrenceprojekt:
- Sarkofag til Christian IX og Dronning Louise (1909, 1. præmie, sammen med J.J. Bregnø)